# Niederländischunterricht in Deutschland
Niederländisch als Fremdsprache wird in Deutschland fast ausschließlich an Schulen in Nordrhein-Westfalen und Niedersachsen unterrichtet. Wegen der räumlichen Distanz zum Sprachgebiet wird es im übrigen Bundesgebiet selten angeboten (einzelne Schulen in Bremen und Berlin). Als Lehrfach hat es sich an Schulen im Laufe der 1960er Jahre etabliert.

## Unterricht

### Unterricht in Nordrhein-Westfalen
In Nordrhein-Westfalen wurde Niederländisch im Schuljahr 2018/2019 als Pflicht- oder Wahlpflichtfach an 47 Schulen der Sekundarstufe I unterrichtet (4 Hauptschulen, 25 Realschulen, 16 Sekundarschulen, 1 PRIMUS, 1 Gemeinschaftsschule). 47 Gymnasien und 53 Gesamtschulen boten Niederländischkurse in der Sekundarstufe I bzw. In der gymnasialen Oberstufe als Grund- oder vereinzelt als Leistungskurs an. Darüber hinaus wurde an 42 Berufskollegs und zwei Weiterbildungskollegs Niederländischunterricht erteilt. Insgesamt lernten 29.024 Schülerinnen und Schüler an 191 Schulen Niederländisch.
| Schulart     | Anzahl der Schulen mit Unterricht ab Klasse | Anzahl der Schulen mit Unterricht ab Klasse | Anzahl der Schulen mit Unterricht ab Klasse | Anzahl der Schulen mit Unterricht ab Klasse |
| Schulart     | 7                                           | 9                                           | 11                                          |                                             |
| ------------ | ------------------------------------------- | ------------------------------------------- | ------------------------------------------- | ------------------------------------------- |
| Hauptschule  | 15                                          | -                                           | -                                           |                                             |
| Realschule*  | 24                                          | 24                                          | -                                           |                                             |
| Gesamtschule | 6                                           | 2                                           | 6                                           |                                             |
| Gymnasium    | -                                           | 8                                           | 30                                          |                                             |
| Berufskolleg | 31                                          | 31                                          | 31                                          |                                             |

*Außerdem bilingualer Unterricht an 3 Realschulen.

### Unterricht in Niedersachsen
In Niedersachsen können laut Umfrage (2010, NLSchB) Schüler von 19 Grundschulen und an 59 weiterführenden Schulen an Wahl- und Wahlpflichtunterricht der niederländischen Sprache teilnehmen:
2 Hauptschulen, 23 Realschulen und 5 integrierte Gesamtschulen (ab Jahrgang 6), 17 Gymnasien ab Jahrgang 6, 7 oder 8 sowie 12 berufsbildende Gymnasien, bzw. berufsbildende Schulen. Seit dem Schuljahr 1999/2000 konnte die Anzahl der Schulen von 64 auf 78 erhöht werden. Im gleichen Zeitraum die Schülerzahl von 2225 auf 4535. 5 Gymnasien und 1 Gesamtschule bieten Niederländischkurse in ihrer gymnasialen Oberstufe als Grundkurs an. An den berufsbildenden Gymnasien kann es auch als Abitur-relevantes Fach geführt werden.
| Schulart                | Anzahl der Schulen |
| ----------------------- | ------------------ |
| Grundschule             | 19                 |
| Hauptschule             | 2                  |
| Realschule              | 23                 |
| Gesamtschule            | 6                  |
| Gymnasium               | 17                 |
| Berufl. Gymnasium + BBS | 12                 |

### Volkshochschulen
Im Jahr 2020 gab es 1.704 Niederländischkurse an Volkshochschulen. Diese wurden von 14.651 Studierenden belegt. Niederländisch ist damit bundesweit nach Englisch, Spanisch, Italienisch, Französisch, Russisch und Japanisch die siebthäufigste unterrichtete Fremdsprache an Volkshochschulen. Hier kann das Certificaat Nederlands erworben werden.

## Lehrerbildung

### Lehramtsstudium
Eine universitäre Ausbildung zum Niederländischlehrer in Nordrhein-Westfalen und Niedersachsen mit einem Ersten Staatsexamen, einem Bachelor und Master of Education oder einer so genannten Erweiterungsprüfung als Abschluss für die Lehrämter an Haupt-, Real-, Sekundar- und Gesamtschulen sowie an Gymnasien und Berufskollegs ist an den Universitäten Köln, Münster und Oldenburg möglich. Das Referendariat kann man anschließend in NRW an den Studienseminaren Aachen, Jülich, Kleve, Krefeld, Münster, Bocholt oder Rheine absolvieren, sowie in Niedersachsen an den Studienseminaren für Gymnasien Leer und Meppen; für BBS in Oldenburg und für GHRS in Nordhorn. Im Fall einer Erweiterungsprüfung ist ein gesondertes Referendariat nicht erforderlich. In der Niedersächsischen Landesschulbehörde in Aurich gibt es eine Koordinierungsstelle für die Zusammenarbeit zwischen Niedersachsen, Flandern und den Niederlanden im Bildungsbereich.

### Universitäten mit Niederlandistik als Studienfach
- Freie Universität Berlin[3]
- Universität zu Köln[4]
- Westfälische Wilhelms-Universität Münster / Haus der Niederlande[5]
- Carl von Ossietzky Universität Oldenburg[6]
- Universität Duisburg-Essen[7]

## Zertifikate
- Zertifikat Niederländisch als Fremdsprache (Certificaat Nederlands als Vreemde Taal)[8]